# Acanthinucella paucilirata
El caracol marino Acanthinucella paucilirata es una especie de gasterópodo marino perteneciente a la familia Muricidae. Antes pertenecía al género Acanthina. Como otras especies de la familia, es carnívora. Habita en la zona intermareal rocosa.

## Clasificación y descripción
Concha de tamaño mediano. La vuelta corporal tiene un hombro muy algo y cerca de cuatro costillas espirales separadas por bandas de color blanco. Las bandas alternan de color blanco y negro. El labio externo con una espina larga. Llega a medir hasta 25 mm².

## Distribución
La especie Acanthinucella paucilirata se distribuye desde San Pedro, California hasta la Isla Cedros, en Baja California, en México.

## Ambiente
Habita en la zona intermareal rocosa2.

## Estado de conservación
Hasta el momento en México no se encuentra en ninguna categoría de protección, ni en la Lista Roja de la IUCN (International Union for Conservation of Nature).